# تپه مورچی ۲
تپه مورچی ۲ مربوط به دوره هخامنشی - دوره ساسانیان - سده‌های اولیه دوران‌های تاریخی پس از اسلام است و در شهرستان کرمانشاه، بخش مرکزی، دهستان بالادربند، ۱/۵ کیلومتری شمال شرقی روستای تازه آباد واقع شده و این اثر در تاریخ ۱۵ دی ۱۳۸۷ با شمارهٔ ثبت ۲۴۱۱۵ به‌عنوان یکی از آثار ملی ایران به ثبت رسیده است.